# Palo Grande
Palo Grande es una población mexicana del municipio de Tequixquiac, está ubicada al norte del estado de México y colinda con Santa María Cuevas.

## Toponimia
El topónimo del lugar hace mención a un árbol grande, denominado ahuehuete o sabino.
El nombre de Palo Grande fue un paraje conocido a través del árbol que creció a orilla del río en 1890 cuando don Porfirio Díaz solía hacer un descanso en ese lugar después de revisar las obras del drenaje profundo.

## Demografía
| Año  | Población |
| ---- | --------- |
| 2020 | 223       |